# Vicki Vale
Victoria "Vicki" Vale es un personaje ficticio que aparece en los cómics estadounidenses publicados por DC Comics, comúnmente en asociación con el superhéroe Batman. Creado por Bob Kane y Bill Finger, el personaje debutó en Batman #49 (octubre de 1948). Vicki Vale es una periodista, que suele residir en Gotham City, que ha trabajado para varias publicaciones en varias iteraciones del personaje y el universo DC que lo rodea. Con frecuencia se la representa como un interés romántico de Bruce Wayne, el alter ego de Batman.
Kim Basinger interpretó al personaje en la película de 1989 Batman. Vicki también ha sido interpretada por Tara Strong en la película animada The Batman vs. Drácula y por Grey DeLisle en la serie de videojuegos Batman: Arkham.

## Historial de publicaciones
Vicki Vale apareció por primera vez en Batman # 49 (octubre de 1948) en una historia de 12 páginas titulada "¡Primicia del siglo!" escrito por Bill Finger con arte de Bob Kane y Lew Schwartz.

## Biografía ficticia del personaje

### 1940-1960
Su look se dice que ha sido modelado por Kane sobre el de la joven modelo Norma Jean Mortensen, que más tarde sería conocida como Marilyn Monroe. Su papel en la historia consistió en gran parte en informar sobre las actividades de Batman para un periódico (la  Gaceta de Gotham). Ella a menudo estaba sentimentalmente atraída por Batman (y Bruce Wayne en ocasiones también), y en repetidas ocasiones sospechó que eran la misma persona.
A menudo el argumento de una historia presentando a Vicki Vale giraba en torno a sus sospechas sobre la identidad de Batman. Batman por lo general se las arreglaba para engañarla en concluir que él no era realmente Bruce Wayne al final de la historia, pero entonces sus sospechas reaparecerían en una historia posterior.
Vicki Vale sigue siendo un personaje prominente en las historias de Batman, desde Batman # 49, en 1948, hasta Detective # 320 en octubre de 1963. En 1964, Julius Schwartz se convirtió en el editor de los cómics de Batman. Schwartz dejó caer un número de personajes de apoyo de la Edad de Plata, como Vicki Vale, Batwoman, Bat-Girl, Bat-Mite, y Ace, el Bati-sabueso.

### 1970-1980
Vicki Vale apareció trece años después, en Familia Batman n º 11 (junio de 1977). Ella estaba ahora casada y era conocida como Vicki Vale Powers. También fue mencionada en Familia Batman # 16. Después de eso, desapareció por otros cinco años.
Regresó en febrero de 1982 en Batman #344. El editor y escritor aparentemente desconocían sus apariciones en 1970, por lo que no hubo ninguna mención de ella casándose, y se afirmó en una nota que ella no había aparecido desde Detective #320. Se supone que ella había estado en Europa durante años, pero ahora había vuelto a Gotham City. Ella se convirtió en un interés romántico de Bruce Wayne otra vez, ganando la ira de Catwoman en Batman #355 (enero de 1983). Ella también tenía una rivalidad por los afectos de Bruce con Julia Remarque, la hija de Alfred Pennyworth y Mademoiselle Marie. (Julia Remarque fue borrada de la continuidad después de Crisis on Infinite Earths).

### 1990-actualidad
Vicki desapareció de los cómics poco después de que Crisis on Infinite Earths pero en Batman: Año Uno de Frank Miller, es una reportera de chismes que coquetea con el juez durante un juicio por hurto en tiendas.Vicki regresó en 1989 y 1990 en la era Grant/Breyfogle para coincidir con el lanzamiento de Batman de Tim Burton. Una vez más comenzó una relación romántica con Bruce Wayne, pero se molestó por sus frecuentes ausencias. En un momento, se asoció con el fotoperiodista Horten Spence para investigar el fenómeno Fever. Esto llevó a que los dos tuvieran un encuentro con los Street Demonz mientras Horten luchaba contra ellos.Cuando fue hospitalizado tras un ataque del Ventrílocuo y Scarface, Bruce se debate si decirle o no que es Batman, pero decide no hacerlo, precipitando una ruptura. Bruce más tarde se arrepentiría cuando desciende en una breve depresión tras su derrota a manos de Bane.
El personaje apareció de nuevo en el título Wonder Woman como uno de los anfitriones del programa de televisión The Scene (parecido a The View). Sus copresentadores incluían a Lia Briggs, Tawny Young, y Linda Park. Dos episodios se muestran en el que entrevistan a Wonder Woman por su carrera.En el libro "Guante Negro" ella les desea lo mejor a Bruce y su nueva dama Jezebel Jet al aire, aunque de mala gana y de una manera un poco acelerada.
Vicki se muestra (de rubia) en la primera de la historia de dos partes de 2008 Dos Caras: año uno. Ella entrevista a un abogado de la mafia corrupto llamado Weinstein, quien se postula para fiscal de distrito de Gotham contra Harvey Dent. Ella está también en la segunda parte de la historia donde Dent, ahora el gánster desfigurado Dos Caras, se enfrenta a Weinstein y Bruce Wayne en una fiesta en la Mansión Wayne.
Interpreta algo así como un papel destacado en la historia de 2009 Batman: Batalla por la Capucha, en un número especial titulado "Gaceta de Gotham", donde ella afirma haber descubierto la identidad de Batman, tras tomar nota de que tanto Bruce como Batman están desaparecidos. En este, Vicki está de vuelta en la Gaceta de Gotham después de que su carrera en televisión haya terminado de una manera horrible. Vicki no quiere saber qué ha pasado con Batman, que está en la mente de todos, sino que le sucedió a Bruce Wayne que fue visto por última vez en Vietnam (en realidad Hush haciéndose pasar por Bruce). Vicki va a Empresas Wayne y habla con Lucius Fox pero aún no puede obtener una respuesta adecuada en cuanto a lo que ocurrió a Bruce. Ella se siente como una reportera real otra vez y se entusiasma cuando recibe una invitación para unirse a Bruce (la confirmación de que está vivo por lo menos) en el Baile Robinson como su cita.En Batalla por la Capucha #3, Vicki informa sobre el caos que ha sido causado por Dos Caras a raíz de la desaparición de Batman.
En el siguiente número de Gaceta de Gotham, "Batman Vive", Vicki ve que Bruce no está presente en la gala. Una vez allí, ella observa la tensión entre Dick Grayson y Barbara Gordon, así como las cicatrices en Tim Drake, permitiéndole descubrir las dobles vidas que ellos y Bruce han liderado. Al final de la historia ella es vista organizando imágenes en su pared, conectando varios miembros de la familia de Batman a sus identidades secretas, y declarando que demostrará sus sospechas.
Vicki se establece como un actor importante de apoyo en la serie Red Robin, a partir de la edición 6. En ese número ella comienza a hacer preguntas y se encuentra con Bruce Wayne (Hush / Thomas Elliot disfrazado). Él está de acuerdo para una entrevista / cita con ella. Esto sucede en la edición 9 de Red Robin, donde Wayne / Elliot evita las preguntas. En Batman #703, Vicki finalmente consigue su prueba.
En Bruce Wayne: El camino a casa, antes de que ella publique el secreto de Bruce, Vicki quiere saber el cómo y el por qué lo hace. Ella llama a la Mansión Wayne y amenaza con publicar el artículo si Bruce no se encuentra con ella para discutirlo. Alfred envía a un todavía disfrazado Tommy Elliot a reunirse con ella que le dice a Vicky antes de besarla que no es Batman. Al llegar a casa, se da cuenta de que no era Bruce Wayne, y sabiendo que Dick Grayson es ahora Batman acaba preguntándose "¿Dónde está Bruce Wayne?". Sosteniendo la historia hasta que ella destapa la verdad detrás de eso, Vicki va a la Mansión Wayne y le dice a Alfred que lo sabe todo. Alfred le dice que Bruce, que se le creía muerto haya regresado, pero no ha dicho a todos todavía. Mientras sostiene la historia, se encuentra con Barbara Gordon para decirle a la Señorita Gordon que ella sabe y su exnovio Jack Ryder para preguntarle si debía publicar el artículo y darle vuelta su carrera. Vicki intenta darle un pinchazo a Comisionado Gordon pero las cosas no salen como se planean, lo que lleva a Catwoman a descubrir, que ella no sabe exactamente acerca de la familia del murciélago sino también el Bajomundo de Gótica, especialmente Catwoman. Vicki está finalmente siendo cazada por la Liga de Asesinos, después de que Ra's al Ghul se da cuenta de que conocía el secreto de Batman. Sin embargo, Vicki es finalmente rescatada por Bruce, y le da al inmortal su palabra de que ella nunca revela sus secretos. Vicki se da cuenta de que la misión de Bruce es más grande que la verdad que está buscando, y decide no exponer sus secretos y se convierte en su aliada. Durante el conflicto, Ra's se da cuenta de que Vicki es una descendiente de Marcel du Valliere, un soldado francés y uno de los pocos que desafiaron a Ra's y sus guerreros siglos antes de Batman. Ra's reclama que du Valliere robó a la mujer que trató de cortejar. A pesar de haber matado a du Valliere hace mucho tiempo después de su batalla final, se sugiere que el negocio de Ra's con Vicki no ha terminado todavía.
En Batman y Robin #18, otra ex chica Wayne, ahora una villana llamada La Ausencia, viene buscando arrancarle los ojos a Vicki.En el número siguiente, Batman y Robin invaden su apartamento, sólo para que Ausencia revelara que Vicki está segura atada y amordazada dentro de un armario. Ausencia a continuación explica que nunca tuvo intención de matar a Vicki, pero que ella hubiera querido simplemente usarla como cebo para atraer a Batman a una trampa.

### The New 52
En 2011, "The New 52" reinició el universo de DC. Vale saluda a Bruce en una fiesta y le presenta al candidato a alcalde Lincoln March.En Batman #22, parte de la historia de "Batman: Zero Year", ella está presente durante el anuncio de Empresas Wayne de que Bruce Wayne participará en el negocio familiar.
Después de la invasión de la Tierra por parte del Sindicato del Crimen de América, ella comienza a investigar el crimen organizado en Ciudad Gótica. Ella es rescatada por Harper Rowcuando unos matones la atacan a ella y a su asistente en Gotham Narrows. Harper reprende a Vicki por no saber el tipo de territorio en el que se está aventurando. Vicki investiga más a fondo la conexión del Sindicato del Crimen con la corrupción policial con la ayuda de Jason Bard, Harvey Bullock y Maggie Sawyer.Vale luego comienza a salir con Bard,hasta que su investigación revela que Bard tiene una vendetta contra los justicieros desde que un aspirante a Batman aficionado en Detroit provocó la muerte de Jodie Hawkins, su compañera/amante, este evento dejó a Bard con un odio hacia Jim Gordon ya que sintió que un policía decente no necesitaría a Batman para ayudar a su ciudad. Cuando Vicki lo llama disgustada por esta revelación, Bard intenta decirle que acaba de "derrotar" a Batman (habiendo contratado a Lucius Fox después de la quiebra de Empresas Wayne para desarrollar un control remoto para el Batimóvil que le permitió a Bard estrellarlo contra un edificio con Batman adentro), pero Vicki le informa que es patético y que va a colgar antes de que Batman (quien ella correctamente asume que sobrevivió al ataque de Bard) aparezca para darle el puñetazo en la cara que tan ricamente se merece.Obligado a reconocer lo bajo que ha caído, Bard renuncia a su puesto en la policía debido a sus propias conexiones con el crimen organizado, luego le cuenta voluntariamente a Vicki los detalles.

## Otras versiones

### All Star Batman and Robin
Vicki Vale desempeña el papel de un interés romántico de Bruce Wayne en la nueva serie All Star Batman and Robin, que es escrita por Frank Miller y dibujada por Jim Lee como parte de la línea de cómics de DC All Star.

### Batman: año uno
En la introducción de Batman: año uno de Frank Miller, Vicki Vale es una reportera de chismes que coquetea con el juez durante un juicio de robo.

### Flashpoint
En la línea de tiempo alternativa de Flashpoint, Vicki Vale es una reportera de televisión en el día de la boda de Aquaman y Wonder Woman.

### DC: The New Frontier
En DC: The New Frontier, el lector ve un artículo de Vicki Vale.

## En otros medios

### Televisión
- Vicki Vale no aparece en absoluto en Batman: la serie animada, sin embargo, en su lugar vino Summer Gleason (con la voz de Mari Devon), una reportera y conductora del talk show "Gotham en vivo", un canal de noticias en Gotham City. Al igual que Vicki, Summer también tiene el pelo rojo y trabaja como reportera (a pesar de que Vale era periodista fotográfica).
- Vicki Vale aparece en Batman: The Brave and the Bold, con la voz de Gabrielle Carteris.[32]
  - Además, una personaje original de la serie basada en Vale y Lois Lane llamada Vilsi Vaylar (con la voz de Dana Delany) aparece en el episodio "¡El Super-Batman del Planeta X!" como el interés amoroso del Batman de Zur-En-Arrh que trabaja en el Solar Cycle Globe.
- Vicki Vale, basada en la encarnación de Batman (1989) (ver más abajo), aparece en el comercial de OnStar "Very Late" de "Batman", interpretada por Brooke Burns.[33]
- La tía de Vicki Vale y personaje original de la serie, Valerie Vale, aparece en Gotham, interpretada por Jamie Chung.[34]De manera similar a Vicki, Valerie también es una reportera que persigue un breve romance con Jim Gordon.
- Vicki Vale hace un cameo en el episodio de DC Super Hero Girls "#TweenTitans" como miembro del elenco de la serie de telerrealidad de Bruce Wayne Make It Wayne.
- Vicki Vale aparece en Mis aventuras con Superman, con la voz de Andrómeda Dunker. Esta versión es una amiga universitaria de Perry White, una columnista clandestina y galardonada, más tarde editora en jefe de Gotham Gazette, y la ídolo de Lois Lane, más tarde rival.

### Películas
- Vicki Vale aparece en la película serial de 1949 Batman y Robin interpretada por Poni Adams.

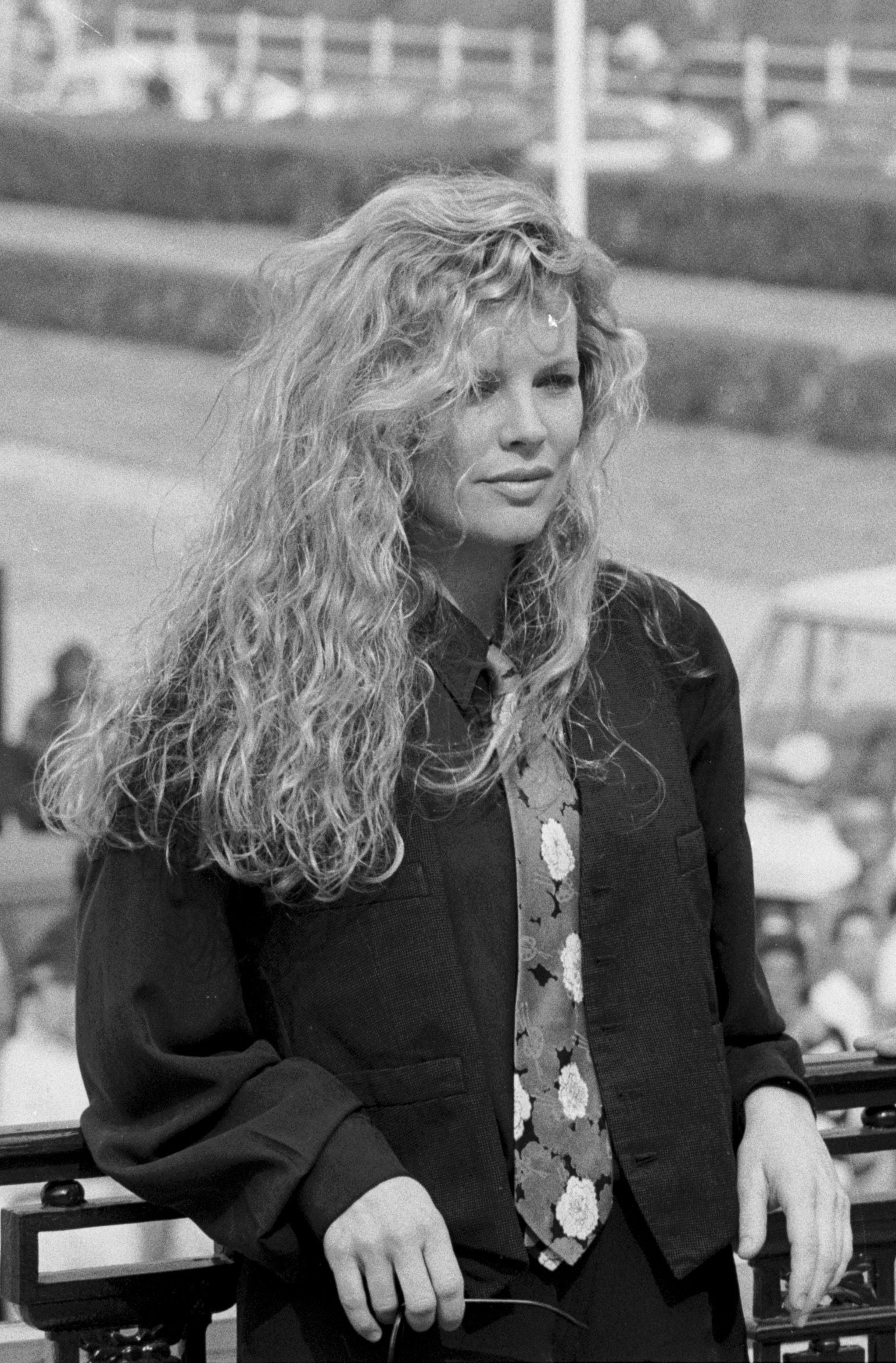
Kim Basinger interpretó a Vicki Vale en la película de 1989 de Batman, Batman.

- Vicki Vale tiene un papel importante en la película de 1989 Batman, interpretada por Kim Basinger. Sean Young fue elegida originalmente como Vicki antes de verse obligada a retirarse debido a una lesión en una escena a caballo que fue eliminada finalmente de la película. Cuando la película comienza, Vicki ha llegado a Gotham City para hacer un reportaje sobre Batman, pero pronto se ve involucrada románticamente con Bruce Wayne, sin saber que él y Batman son uno y la misma persona. Más tarde se ve involucrada en el conflicto con el Joker cuando desarrolla un afecto por ella. Finalmente, Vicki conoce la identidad secreta de Bruce y está presente durante la confrontación final de Batman con el Joker en la parte superior de la Catedral de Gotham City. Al final de la película, Alfred Pennyworth la lleva en coche a la Mansión Wayne a esperar el regreso de Bruce una vez que la lucha contra el crimen de la noche se termine.

- Vicki no aparece en la secuela Batman vuelve, pero es mencionada una vez durante una conversación entre Bruce y Selina Kyle, donde Bruce menciona que Vicki terminó su relación, porque finalmente no podía aceptar su doble vida (Selina es la que inicia la relación con Bruce tan pronto como él le dice esto). Ella también es mencionada con ligereza cuando Bruce recuerda a Alfred dejándole entrar a la Batcueva en la primera película (una referencia a la reacción negativa de los fanáticos por la escena). Vicki no fue mencionada en las secuelas posteriores que no esteralizaban Keaton o Burton como director aunque el final de Batman Forever, cortado de la edición final, le rinde un homenaje.

- Vicki Vale aparece en la película directamente para vídeo The Batman vs. Drácula con la voz de Tara Strong marcando su primera aparición animada. En lugar de trabajar para un periódico, ella es presentada como reportera de televisión, informando sobre los "Perdidos" (las víctimas de Drácula) y es casi utilizada por Drácula para resucitar a su esposa muerta hace mucho tiempo antes de que Batman interrumpa el ritual. Vale también está ligada sentimentalmente a Bruce Wayne, incluso yendo tan lejos como para mencionar el tipo de impacto que la muerte de sus padres podría tener en él, dando a entender que ella puede saber que él es Batman.

- En la película animada Superman/Batman: Apocalipsis, una desacreditada Andrea Romano le da voz a Vicki Vale como anclaje de la Radio de Noticias de Gotham antes de que la nave de Supergirl choca en la Bahía de Gotham.

- En la película animada Batman: año uno, Grey DeLisle, que interpreta a la esposa de James Gordon, Barbara, también tiene un papel sin acreditar como Vicki, que saluda a Bruce en el Aeropuerto de Gotham.

- Vicki Vale hace un cameo como reportera de televisión en LEGO Batman : DC super hero unite

### Videojuegos
- Vicki Vale aparece en el videojuego DC Universe Online, con la voz de Lorrie Singer.

- Vicki Vale aparece en Batman: Arkham City con la voz de Kari Wahlgren. Una crítica abierta del nuevo alcalde de Gotham City, Quincy Sharp (y sus planes igualmente polémicos de segregar a los criminales de la sociedad aislándolos en el nuevo proyecto de prisión "Arkham City"), Vale primero hace un cameo en la secuencia introductoria del juego como una colega de Jack Ryder. Después de que el Caballero Oscuro surge dentro de Arkham City, Vicki se apodera de un helicóptero y trata de cubrir sus avistamientos. El Joker apunta rápidamente a su helicóptero con un misil de superficie a superficie lanzado desde su escondite, haciéndolo estrellarse. Batman se ve obligado a rescatar al personaje de una banda de matones con rifles de francotirador, dejando a Vale en la seguridad de un edificio abandonado. A medida que el desquiciado alcaide de Arkham Hugo Strange ordena a sus fuerzas de seguridad privadas que inicien el asesinato en masa de todos los reclusos a finales de la historia del juego, la reportera puede ser escuchada en las redes de noticias locales entrevistando al alcalde Sharp sobre su participación con el primero.

- Vicki Vale aparece como un personaje jugable en Lego Batman 2: DC Super Heroes.

- Vicki Vale realiza varios cameos en Batman: Arkham Origins, una vez más con la voz de Grey Delisle. Vale visitaba la prisión de Blackgate para cubrir la ejecución del Hombre Calendario; sin embargo, los hombres de Máscara Negra irrumpieron en las instalaciones y la encerraron en una celda con su camarógrafo. Batman llegó poco después y derrotó a los matones; Vale se quedó sorprendida al ver que era real (y pide que la dejen sola si se le acerca). Después de que el Joker detona sus bombas por Año Nuevo en el Hotel Royal, Vicki llega en helicóptero para cubrir la noticia. Batman se engancha en la parte inferior del helicóptero y llega al ático. Ella consigue grabar una pequeña parte de la lucha de Batman con los matones del Joker antes de que se rompa la cámara. Durante el DLC Corazón gélido, Vale otra vez es tomada como rehén cuando los hombres del Pingüino y Mr. Freeze atacan la mansión de Bruce, siendo rescatada por Batman en el proceso.

- A Vicki Vale se la puede escuchar en un contestador en Batman: Arkham Knight, en la Torre Wayne. Ella se disculpa con Bruce Wayne sobre un artículo, aparentemente publicado por Jack Ryder, y le pide a "Brucie" que la llame. Ella puede ser vista durante el final de la historia principal y cuando el jugador activa el Protocolo Caída del Murciélago (ya sea completo o incompleto).

### Música
- En el álbum de Batman, aparece una pista titulada "Vicki Esperando".
- En el sencillo "Batdance", aparece una pista titulada "Batdance (Vicky Vale Mix)".
- En "Aquaman Lament" de Mark Aaron James ella es el objeto del amor no correspondido de Aquaman, y el foco principal de la canción.
- En la pista de Spank Rock, titulada "Car Song", él menciona a Vicky Vale, una referencia a su amor por los cómics.
- En el tema "Who's That" de Tiga, la letra de la canción dice deletreando el nombre "V-I-C-K-I V-A-L-E, who's that?".

### Comerciales OnStar
Vicki Vale también fue interpretada por Brooke Burns en "Tarde" (también conocido como "Hot Date"), uno de los comerciales OnStar de "Batman" que simulaba el aspecto de la película de 1989. En el comercial, Batman está luchando contra el Pingüino y contacta a Vicki mediante OnStar para decirle que llegará 'tarde'.

### Misceláneo
- Vicki Vale hace una breve aparición en The Batman Strikes! #15, que a su vez es una historia compañera de The Batman vs. Drácula.